# Москоу
Москоу (на английски: Moscow) е град в окръг Лата, щата Айдахо, САЩ. Москоу е с население от 21 291 жители (2000) и обща площ от 15,9 km². Намира се на 786 m надморска височина. ЗИП кодът му е 83843, а телефонният му код е 208.